# 엘살바도르의 코로나19 범유행
다음은 엘살바도르의 코로나19 범유행 현황에 대한 설명이다.
코로나19 대유행은 2020년 3월 18일 엘살바도르에 도달한 것으로 확인되었다. 엘살바도르는 2020년 5월 7일 현재 742건, 15명이 사망하고 257명이 회복되었다고 보고했다. 엘살바도르가 COVID-19로 진단한 것보다 더 많은 사람들을 격리 위반으로 체포한 날 현재, 총 2,403명이 격리 명령 위반으로 체포되었으며, 37,306명이 바이러스 검사를 받았다. 2020년 3월 31일, 엘살바도르에서 최초의 COVID-19 사망이 확인되었다.

## 타임라인

### 2020년 3월
3월 6일, 엘살바도르 정부는 코스타리카가 그 나라에서 처음으로 확진된 사례를 보고 한지 몇 시간 만에 경보를 선포했다.
3월 11일, 세계보건기구가 코로나19를 전염병으로 분류한 후 대통령은 전국의 공립 학교와 사립 학교에서 21일 동안 모든 활동을 중단한다고 선언한 후 코로나19 확진 사례가 없었음에도 불구하고 긴급 상황 및 예외 상황을 선언하였다.

### 2020년 5월
대통령의 “격리 센터”는 인권 옹호자들의 비판을 받았다. 정부는 5월 17일 코로나19 1,265건과 26명이 사망했다고 보고하였다.

## 배경
세계보건기구(WHO)는 12일 2019년 12월 31일 처음 WHO의 주목을 받았던 중화인민공화국 후베이성 우한시의 한 집단에서 신종 코로나바이러스가 호흡기 질환의 원인임을 확인했다. 이 군단은 처음에 우한화난수산물도매시장과 연결되어 있었다. 그러나 실험실 확정 결과가 나온 그 첫 사례들 중 일부는 시장과 연관성이 없었고, 전염병의 근원은 알려져 있지 않다.
2003년 사스와 달리 COVID-19의 경우 치명률은 훨씬 낮았지만, 총 사망자 수가 상당할 정도로 감염 경로는 훨씬 더 컸다. COVID-19는 전형적으로 약 7일 정도의 독감과 유사한 증상을 보이며, 그 후 일부 사람들은 병원에 입원해야 하는 바이러스성 폐렴의 증상으로 발전한다. 3월 19일부터 COVID-19는 더 이상 "높은 결과 감염병"으로 분류되지 않았다.

## 같이 보기
- 북아메리카의 코로나19 범유행
- 멕시코의 천연두 역사
- 2013~2014년 치쿤구니야 유행
- 2009년 인플루엔자 범유행